# Saint-Cyr-la-Rivière
Saint-Cyr-la-Rivière är en kommun i departementet Essonne i regionen Île-de-France i norra Frankrike. Kommunen ligger i kantonen Méréville som tillhör arrondissementet Étampes. År 2022 hade Saint-Cyr-la-Rivière 472 invånare.

## Befolkningsutveckling
Antalet invånare i kommunen Saint-Cyr-la-Rivière
| Referens: INSEE |